# حسين أباد (غناباد)
حسين أباد (بالإنجليزية: Hoseynabad, Gonabad)‏ هي مستوطنة تقع في منطقة مركزية ريفية في إيران.